# Paolo Cirino Pomicino
Paolo Cirino Pomicino (ur. 3 września 1939 w Neapolu) – włoski polityk i lekarz, były minister w kilku rządach i eurodeputowany, wieloletni parlamentarzysta.

## Życiorys
Ukończył w 1963 wyższe studia medyczne, uzyskał specjalizacje w zakresie chirurgii oraz chorób nerwowych i umysłowych. Do połowy lat 70. pracował jako neurolog szpitalny, pełnił też funkcję zastępcy sekretarza krajowego Stowarzyszenia Asystentów i Pomocy Szpitalnych. Od 1970 do 1979 był wiceprzewodniczącym komitetu regionalnego w Neapolu.
W latach 1976–1994 sprawował mandat posła do Izby Deputowanych VII, VIII, IX, X i XI kadencji. Pozostawał wówczas działaczem Chrześcijańskiej Demokracji, od 1992 do 1993 zasiadał w ścisłych władzach tej partii. Był także bliskim współpracownikiem lidera chadeków, Giulia Andreottiego. W latach 1988–1989 sprawował urząd ministra ds. służby cywilnej, następnie do 1992 ministra budżetu i planowania gospodarczego.
Jego karierę polityczną przerwała seria afer łapówkarskich (tzw. Tangentopoli), która w połowie lat 90. doprowadziła do upadku większości partii politycznych. Sam Paolo Cirino Pomicino był oskarżany w procesach karnych. Ostatecznie został skazany na karę roku i ośmiu miesięcy pozbawienia wolności (za korupcję) oraz na wynegocjowaną karę 2 miesięcy pozbawienia wolności (za defraudację funduszy).
Do działalności politycznej powrócił w 2004, kiedy to został wybrany na posła do Parlamentu Europejskiego z ramienia Popolari-UDEUR. Zasiadał we frakcji EPP-ED. Wkrótce opuścił ludowców, przystępując do nowo powołanej Chrześcijańskiej Demokracji dla Autonomii. Z mandatu w PE zrezygnował w 2006, kiedy to w wyborach krajowych wybrano go do Izby Deputowanych XV kadencji. Przewodniczył klubowi posłów DCA-NPSI.
W 2008 zrezygnował z ubiegania się o reelekcję. Po zwycięstwie prawicy i powołaniu nowego rządu, z inicjatywy ministra Gianfranca Rotondiego (będącego jednocześnie liderem DCA) Paolo Cirino Pomicino został nominowany na przewodniczącego jednego z państwowych komitetów kontrolnych.